# Hus
För andra betydelser, se Hus (olika betydelser).

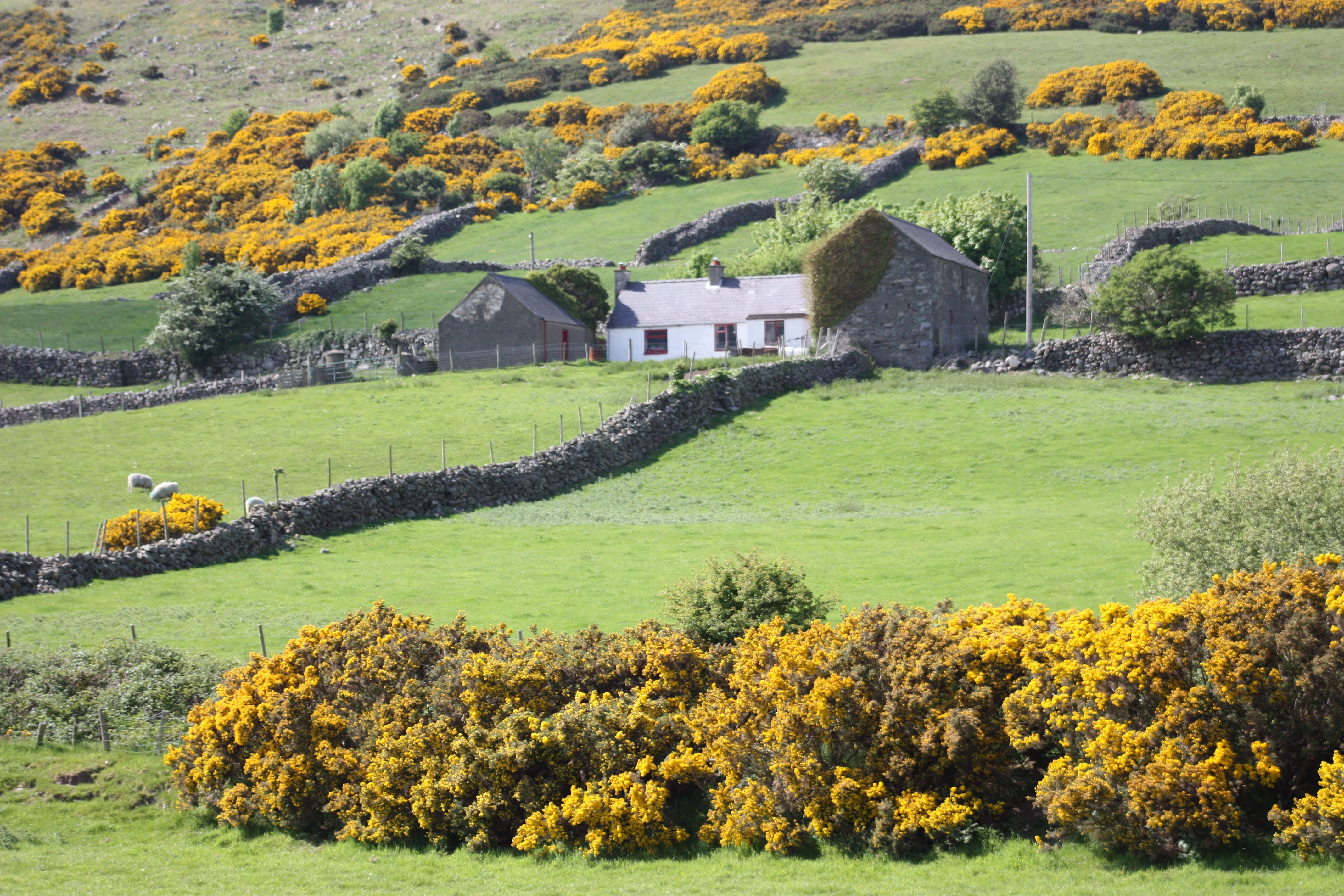
Bondgård på Irland.

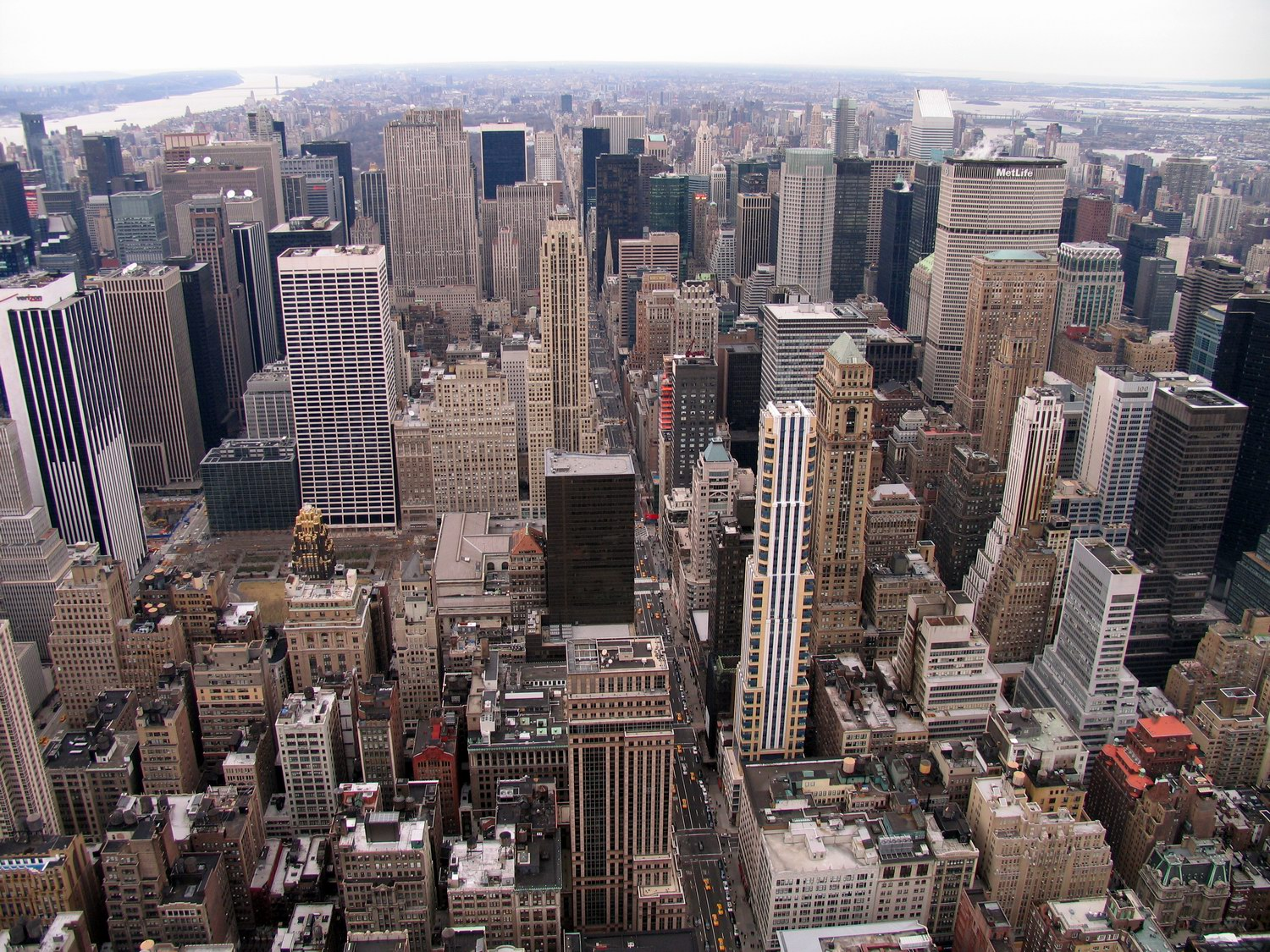
Bebyggelsen på Manhattan.

Ett hus är en permanent byggnad med rum, avsedd att ge skydd mot omvärlden, mot exempelvis klimatpåverkan, buller, rovdjur eller objudna besök. I ett hus sker olika mänskliga verksamheter.
Med hus avses vanligen bostadshus avsedd som bostad, residens eller hem. Även byggnader avsedda för vård (sjukhus), som arbetsplats (kontorshus, affärshus), som bilparkering (parkeringshus) eller för viss industriell verksamhet (industrihus) kallas hus. Under gudshus förstår man en gudstjänstlokal eller kyrka och ett rådhus användes för såväl stadens förvaltning som för rådhusrätten. I ett skolhus bedrivs undervisning och utbildning.
Även bodar kan i många fall kallas hus i modernt språkbruk. Termen inkluderar många olika sorters bostäder, från rudimentära hyddor av nomader till individuella skapelser avsedda för mänsklig verksamhet. I en annan tolkning skall dock varken tillfälliga hyddor eller tält räknas som hus. Etnologer skiljer mellan hus och hydda och reserverar begreppet hus för en konstruktion där tak och väggar är klart urskiljbara, en hydda däremot är ett vägglöst hus. En bro eller en tunnel är ett byggnadsverk, men de är inte hus eftersom de inte är avsedda att hysa mänsklig verksamhet. 
Ett hus kan se ut på många olika sätt beroende på kulturell plats, tradition, tillgängligt material och vilken uppgift huset skall fylla. Olika konstriktningar inom arkitekturen har påverkat husens gestaltning och ett hus kan därför vara en spegelbild av sin tid och kultur. Vi förstår under hus allt från en enkel stuga på landet till tät höghusbebyggelse i moderna städer.
Husbyggnad är omgärdad av en mängd bestämmelser och talrika, ofta specialiserade yrkesgrupper sysselsätter sig enbart med planering och byggnad av hus.

## Etymologi
Svenska ordet hus ("Haus" på tyska, "house" på engelska) betyder ursprungligen "omsluta" och har sina rötter i urindoeuropeiskan *kû/*[s]keu som betyder "skydd" och "omsluta". 
Det svenska ordet hus var under forntiden en synonym till hall eller stor högsätesbyggnad. Under medeltiden fick det betydelsen slott eller befäst plats; konungens "hus" var konungens "slott"; samma betydelse har ordet i en mängd sammansättningar som Bagahus el. Bohus, Tavastehus, Lödöse (isländska: Hlioðhus, eg. ljudhus, dånande fäste), Husaby, Husby, Malmöhus, Glimmingehus, Brahehus med flera. Ännu på 1600- och 1700-talet betecknade ordet hus i första hand säteribyggnader. Det ord som betecknade bostadshus i största allmänhet var stuga. Ordet bod betecknade uthusbyggnader som inte var avsedda som bostäder.

## Definition
Enligt svenska "Tekniska nomenklaturcentralen" betyder hus en byggnad som innehåller ett eller flera utrymmen avgränsade av golv, väggar och tak och som väsentligen är belägen ovan mark, i huvudsak avsedd för bostäder eller lokaler.

## Historia

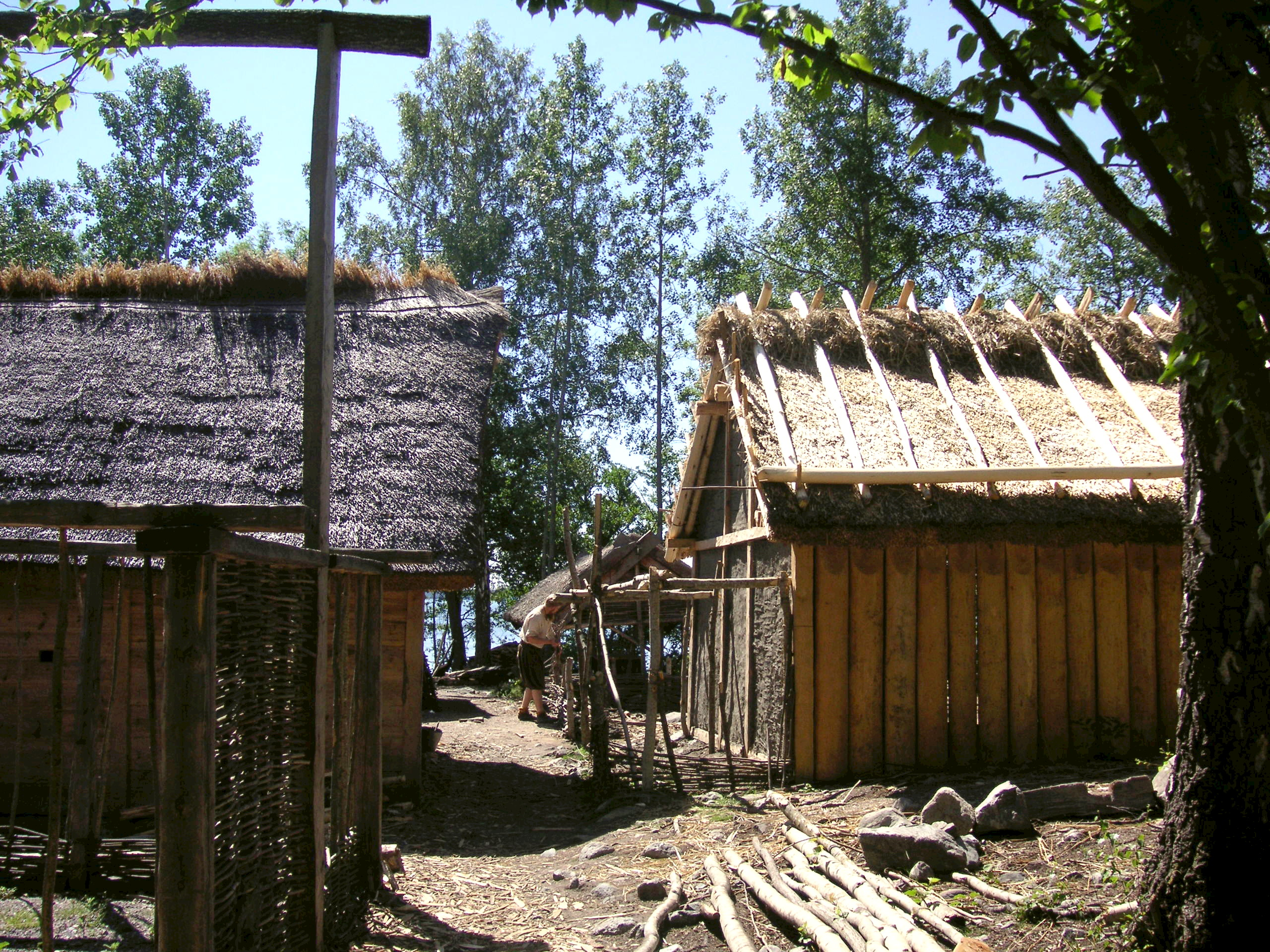
Rekonstruktion av vikingatida hus på Birka.

Människans äldsta hyddor har lämnat väldigt få spår. I Afrika har man påträffat spår av vad som tros vara vindskydd som är ungefär 23 000 år gamla. I Ukraina och Ryssland har man påträffat spår av cirkelformade inhägnader av mammutben innanför vilka man ägnat sig åt stenredskapstillverkning. Arkeologer är osäkra på om alla dessa varit hyddor, men i Mezhirich återfann man 35 mammutbetar placerade korsvis över konstruktionen, som man misstänker kan ha utgjort stag för att bära upp djurhudar som täckt konstruktionen. De förmodade hyddorna är 35–28 000 år gamla.
Med jordbrukets ankomst och en mer varaktig bosättning på samma plats började de första egentliga bostadshusen att byggas för ungefär 12 000 till 10 000 år sedan.
I Norden uppfördes hus redan under bronsåldern. Tidiga hus bestod av tak och väggar, golvet utgjordes av den tilljämnade marken. Fönster fanns inte och ingången till huset hade oftast ingen dörr utan en öppning som kunde stängas på kvällen eller vid dåligt väder. Taket tätades med exempelvis halm och bars upp av inre stolpar och takåsar. Stolparna vilade på platta stenar som fungerade som fundament eller grävdes ner i så kallade stolphål.
Ordet ”vägg” är nordiskt och gotiskt med grundbetydelsen flätverk. Troligen skapades tidiga väggar av flätade vidjor som tätades med lera (jämför tyska ”Wand” som kommer från vinda, fläta). Sådana tidiga hus har arkeologer rekonstruerat i exempelvis Birka. På Island användes fortfarande på 1300-talet torv som byggnadsmaterial för husets väggar, exempelvis torvhusen vid Skógar.
Nästa stag i utvecklingen var att skapa ett skyddande hus för gårdens djur av den numera bofasta bondefamiljen. Stallet, till en början hopbyggt med bostadshuset, torde vara ett av husets första speciellt anpassade uppgifter utöver att vara skydd för människan.

## Specialisering

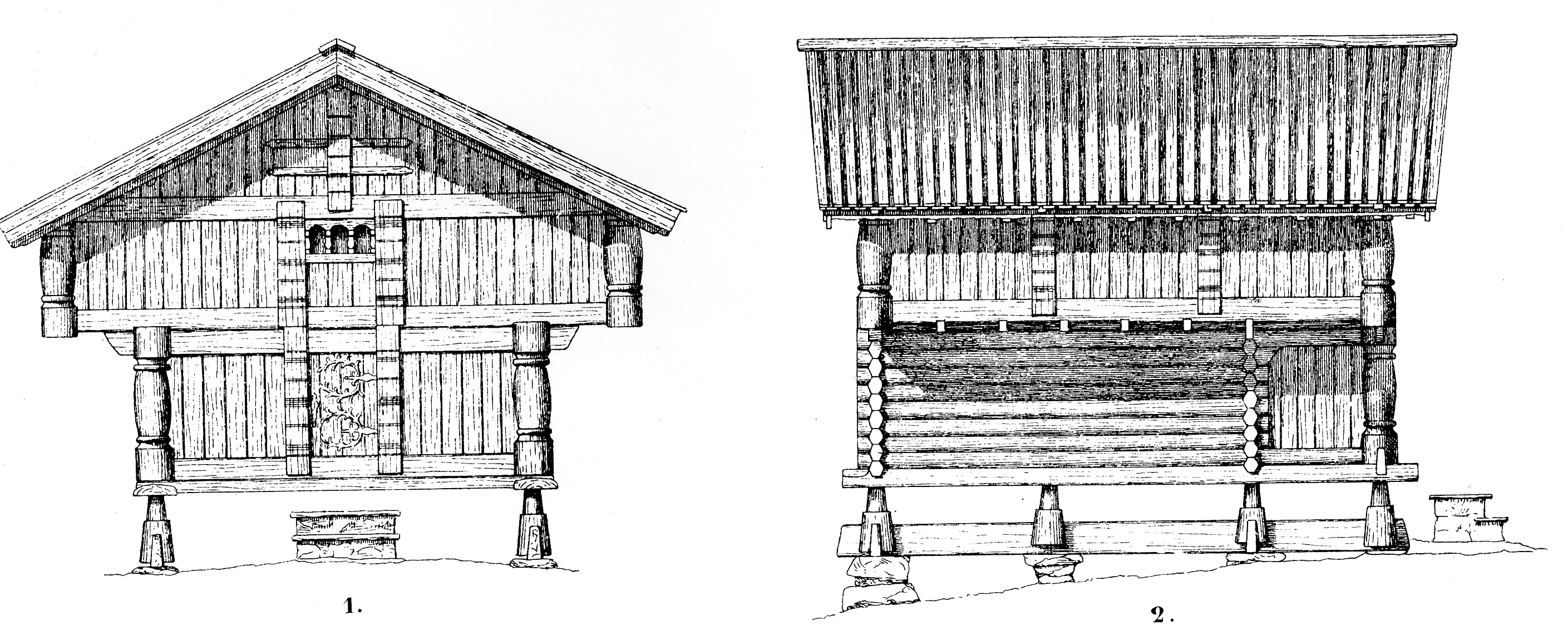
Härbre / visthus från Numedal i Norge.

Att bo med sina djur under samma tak är fortfarande mycket vanligt i vida delar av världen. Av hygieniska skäl var det dock bättre att separera bostadshus och fähus. Det bofasta bondelivet kvävde fler specialanpassade hus, till exempel för förvaring av människornas och djurens matförråd (se visthusbod). För att skydda det livsviktiga matförrådet mot markfukt och/eller skadedjur ställde man huset på stolpar (härbre eller hórreo på många andra språk).
Eftersom gårdarna i princip var självförsörjande, krävdes även  uthus för gårdens redskap och en verkstad för att tillverka eller reparera redskap i (se ekonomibyggnad). Brandfaran krävde att eldfarlig verksamhet förlades i separata hus, exempelvis i en bakstuga, ett rökeri eller en husbehovssmedja. För rengöring av tvätt byggdes en tvättstuga och för avkoppling ett lusthus. 
Flera gårdar bildade en by, som krävde gemensamma lokaler till exempel en gudstjänstlokal, ett skolhus, ett folkets hus eller ett rådhus. Att vårda sjuka människor krävde också särskilda hus, en tidig form av sjukhus och ålderdomshem var helgeandshus. Som tillfälligt härbärge för resande på landsvägarna skapades värdshus.
I moderna samhällen finns en lång rad specialanpassade hus. Utöver flerbostadshus kan nämnas bland annat kulturhus, varuhus, sjukhus, badhus och parkeringshus, men även hotell, fängelse, palats, museum, moské eller teater är hus.
Moderna hus är tekniskt sammansatta enheter. Utöver grundförutsättningen att vara ett klimatskydd måste ett nybyggt hus uppfylla en lång rad krav, bland annat brandsäkerhet, hygien, bullerskydd, god energiekonomi, mekanisk stabilitet och gott andrahandsvärde. Många, ofta specialiserade, yrkesgrupper sysselsätter sig enbart med planering och byggnad av hus. Husbyggnad är omgärdad av en mängd bestämmelser som prövas i ett bygglov.
En ny trend är så kallade intelligenta hus (andra namn är "smart home", "smart livning", "eHome") som med hjälp av lämplig teknik sköter vissa grundfunktioner i byggnaden själv (automatiskt) eller gör det möjligt för husägaren att fjärrstyra en del funktioner via exempelvis mobiltelefonen. Som exempel på sådana funktioner kan här nämnas styrning av uppvärmningen, ljusreglering inne och ute, styrning av larmanläggningen, styrning av hushållsapparater och styrning av multimediaapparater.

## Hustyper
De vanliga förekommande benämningar på olika hustyper hänför sig i regel till vissa för husen karakteristiska egenskaper. Benämningarna växlar ofta i olika delar av Sverige och andra eller flera indelningsgrunder är därför tänkbara. I svenska Fastighetsnomenklaturen (utgiven i Stockholm) görs exempelvis följande indelning efter sju kriterier:
1. Byggmaterial och stomme (stenhus, trähus, betonghus, elementhus)
2. Antal våningar Under fem till sju låghus över höghus
3. Husbredd (smalhus, tjockhus)
4. Läge (gathus, gårdshus, hörnhus, ändhus)
5. Allmän utformning (atriumhus, loftgångshus, radhus, parhus, punkthus, småhus, terrasshus, villa)
6. Användningssätt (allmän byggnad, bostadsbyggnad, fritidshus, byggnad för rörelse, byggnad för ideella ändamål)
7. Avsedd varaktighet (tillfällig byggnad, permanent byggnad)

## Höjd

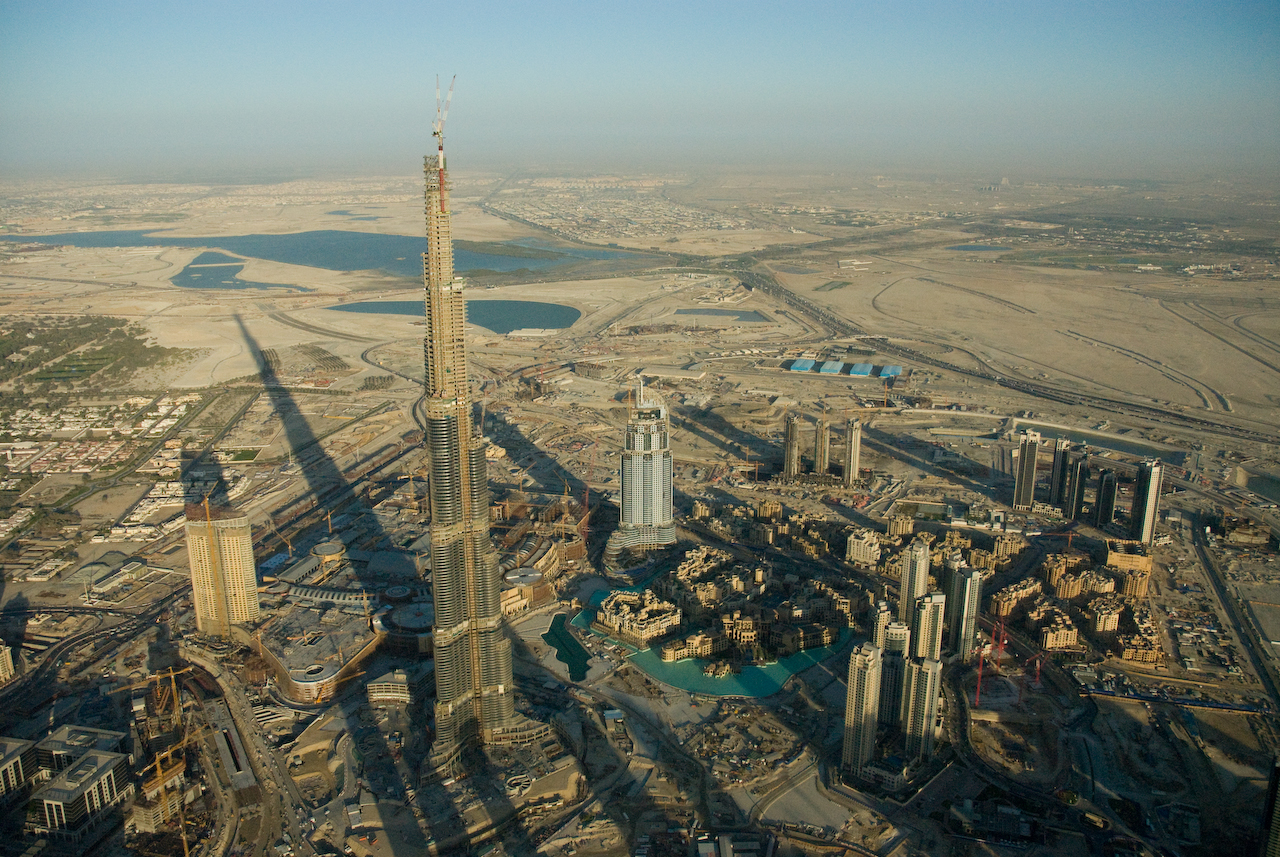
Burj Khalifa i Förenade arabemiraten.

Ökad befolkning har tvingat husbyggandet till nya utmaningar. Under 1700–1800-talet byggdes världens högsta byggnader i Europa. Ett omfattande bostadsbehov i storstäderna förorsakat av bland annat den industriella revolutionen i slutet av 1800-talet krävde att man byggde på höjden. Nya tekniska landvinningar som armerad betong och stålkonstruktioner, och även uppfinningen av hissen, möjliggjorde högre hus än tidigare. Sedan mitten av 1800-talet fram till mitten av 1980-talet byggdes de största skyskraporna i USA. Under 2000-talet har världens högsta hus i huvudsak byggts i Asien och Mellanöstern. Det högsta huset år 2010 är Burj Khalifa i Förenade arabemiraten med en höjd av 828 meter.
Beroende på husets höjd kan det kategoriseras generellt:
LåghusLägre än 5 våningar.
HöghusFlertal våningar över mark, vanligen lägst sex.
SkyskrapaReser sig märkbart över omgivningen, som ger en uppfattning om att byggnaden skrapar vid skyn (eng. skyscraper).
Superhöga hus(eng. super-tall towers) hus som är högre än 300 meter.
Definitionen superhöga hus har tillkommit på senare år då arkitekter inte finner att begreppet skyskrapa är tillräckligt för hus som konstruerats under de senare decennierna, som Burj Khalifa och Taipei 101.

## Vanliga hustyper avsedda som bostad

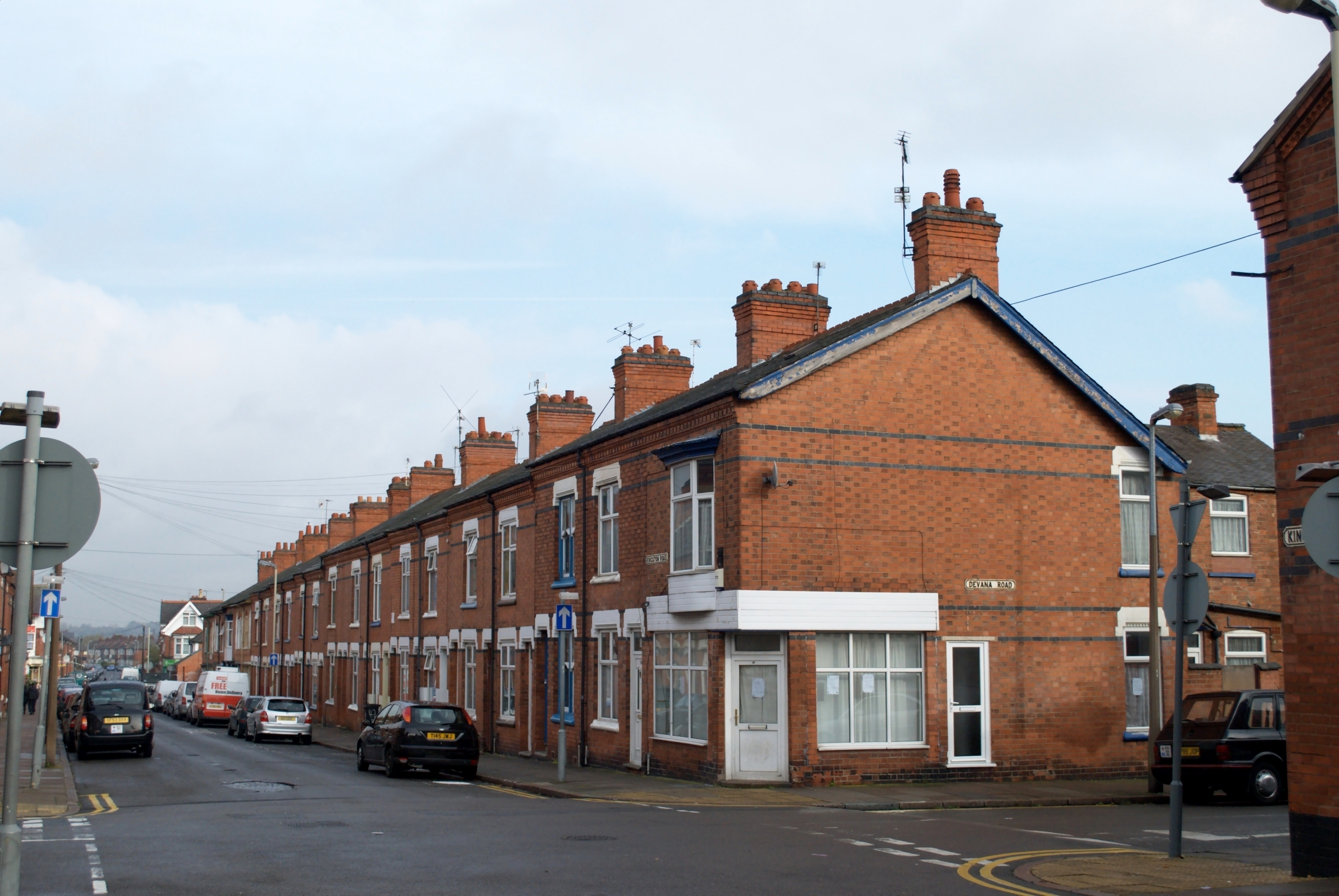
Radhus i Leicester.

I alfabetisk ordning.
- Flerbostadshus
- Fritidshus
- Höghus
- Hyreshus
- Kedjehus
- Parhus
- Punkthus
- Radhus
- Småhus
- Stjärnhus
- Terrasshus
- Villa

## Vanliga specialanpassade hus

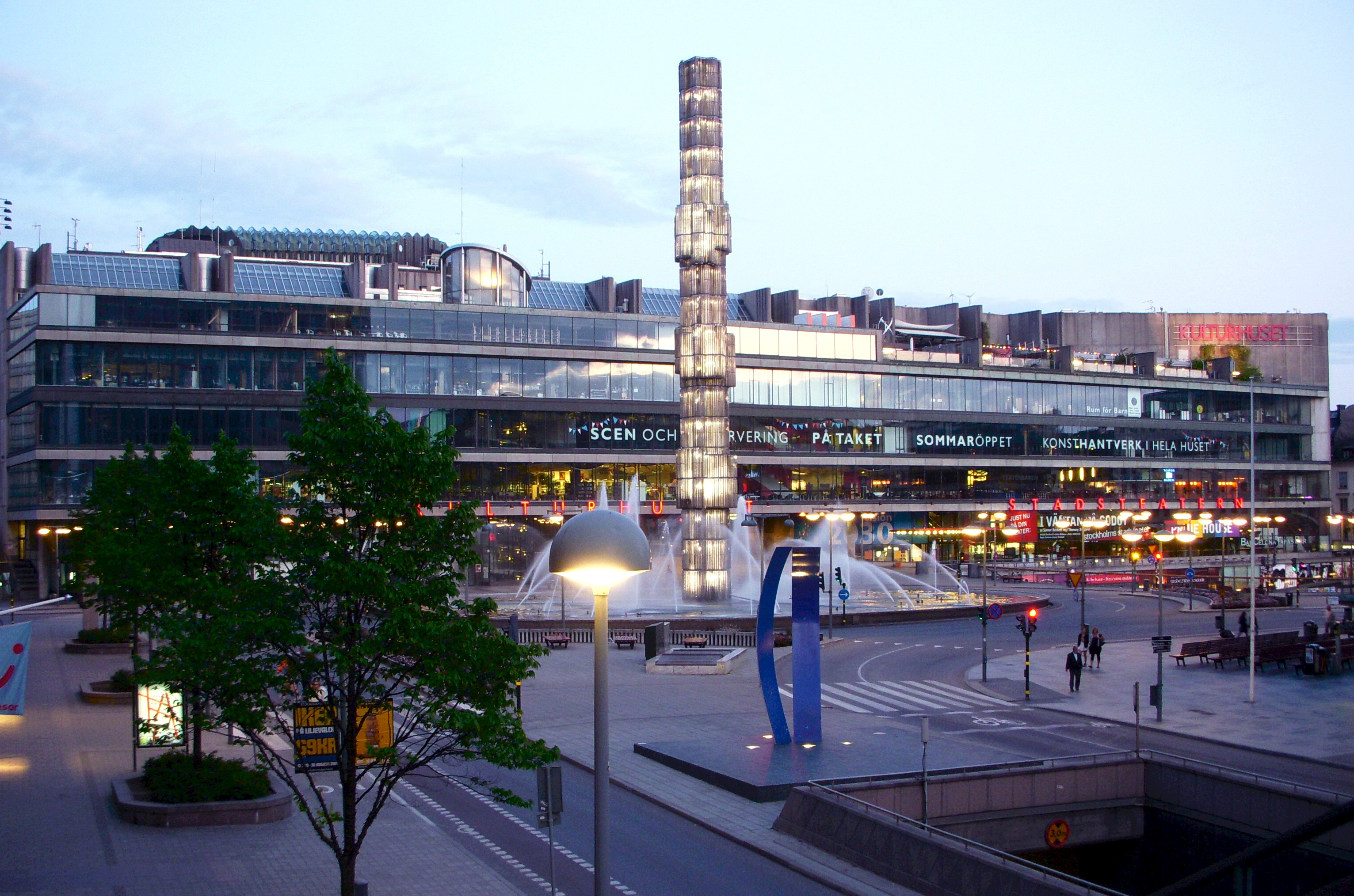
Kulturhuset i Stockholm.

I alfabetisk ordning.
- Folkets hus
- Gudstjänstlokal
- Kulturhus
- Lusthus
- Parkeringshus
- Rådhus
- Sjukhus
- Skolhus
- Varuhus
- Värdshus